# DIN (A) TOD
DIN [A] TOD is een Duitse, in Berlijn opgerichte band. Hun eerste demo verscheen in 2004. In 2005 tekenden ze bij het label Out of Line en gaven zij hun debuutsingle uit. In 2007 kwam het album The Sound of Crash uit, in 2009 gevolgd door het album Westwerk.
De muziek van DIN [A] TOD is een combinatie van de muziek van Joy Division en The Sisters of Mercy.
De naam DIN [A] TOD wordt door de band als volgt verklaard:
DIN [A] staat voor "German Industrial Standard", die onder andere gebruikt wordt bij papierformaten. TOD staat voor Dood. Er bestaat een spanning tussen datgene wat precies gemeten en vastgesteld kan worden (DIN [A]), en de dood die onmeetbaar is.

## Leden
- Sven Claussen: zang en tekst, gitaar, bas
- Claudia Fasold: synthesizers, zang